# Trichardis lucifer
Trichardis lucifer là một loài ruồi trong họ Asilidae. Trichardis lucifer được Oldroyd miêu tả năm 1974. Loài này phân bố ở vùng nhiệt đới châu Phi.